# Namaqualeeuwerik
De namaqualeeuwerik (Spizocorys sclateri) is een zangvogel uit de familie Alaudidae (leeuweriken). Deze vogel is genoemd naar de Engelse ornitholoog Philip Lutley Sclater.

## Verspreiding en leefgebied
Deze soort komt voor in westelijk Zuid-Afrika en zuidelijk Namibië.

## Status
De grootte van de populatie is niet gekwantificeerd maar de soort wordt omschreven als schaars en plaatselijk. Op de Rode lijst van de IUCN heeft deze soort de status niet bedreigd.